# Стефан Томаш Остојић Котроманић
Стефан Томаш Остојић је био владар из династије Котроманића, чија је титула 1451. гласила „У име Оца и Сина и Светога Духа Амин. Ми Стефан Томаш по милости Господа Бога краљ Срба, Босне, Приморја, Хумске земље, Хрвата, Далмације, Доњих Краја, Усоре, Соли, Подриња и Западних страна.
 Био је краљ Босне (1443–1461). Рођен је као ванбрачни син босанског краља Стефана Остоје (прва влада 1398–1404, друга влада 1409–1418). Његов син Стефан Томашевић се у Смедереву 21. марта 1459. оженио са Јеленом Бранковић, ћерком Лазара Бранковића, те постао деспот Рашке.

## Биографија
Незаконити је син краља Стефана Остоје, а на престоље долази 1443. године, након смрти босанског краља Твртка II (1421—1443). У повељи од 3. септембра 1444. год. зове се "Стефан Томаш, божјом Милошћу краљ Србљем Босни, Приморју, Хомсци земљи, Далмацији, Херватом, Доњим крајем, Западним странам к тому"..
У младости је био крстјанин, као и већина босанског племства, а касније, наводно на наговор хварског бискупа Томе, прихватио је католичку веру, којој је остао веран до смрти. С дозволом папе Евгенија IV (1431—1447) од 29. маја 1445. године, развео се од своје прве жене Војаче, која није била племенитог рода и није била по вољи босанској властели. Исте године папином исправом добио је легализацију рођења, што му је било преко потребно због сукоба с војводом Стефаном Вукчићем, који му је оспоравао право на престоље и подржавао његовог брата Радивоја, иначе турског кандидата.
Године 1446. помирио се са војводом Стефаном Вукчићем Косачом, који га је признао за краља и предратне границе су поново успостављене. Мир је оснажен удајом кћерке Стефана Вукчића, Катарине, за Стефана Томаша. Катарина, која је у то време имала 22 године, је морала да пређе у католицизам. Венчање је обављено по католичком обреду на дан Узашашћа 26. маја 1446. године у Милодражу код Фојнице. Овим браком краљ Стефан Томаш добио је свог верног пратиоца, а у свом тасту Стефану Вукчићу Косачи моћног савезника у рату против Османлија. За верски одгој краљице бринули су се босански фрањевци. Сам папа Еуген IV. после венчања исте године дао је дозволу да сама по својој жељи изабере два капелана међу босанским фрањевцима. Катарина, заједно са својим мужем Стефаном Томашем, по Босни је градила цркве: цркву Пресветог Тројства у Врлима, цркву Св. Катарине у Јајцу, цркву Св. Томе у Врандуку, као и највећу започету цркву у граду Бобовцу 1461. године. У браку с краљем Стефаном Томашом, краљица Катарина је родила троје деце: Сигисмунда, кћер Катарину и још једног по имену непознатог сина, док је краљ с бившом супругом Војачом имао и старијег сина Стефана Томашевића.
Већ 1447. краљ Стефан Томаш опет је у сукобу са Стефаном Вукчићем који је 1448. узео титулу херцега од светог Саве, чиме је желео да нагласи своју независност од босанског краља.
Стефан Томаш се 1449. године, пред османским надирањем у Босну, везује уз Угарску и пристаје на одлучнији прогон Цркве босанске.
Краљ Стефан Томаш умире почетком јула 1461. године под неразјашњеним околностима (наводно је убијен 10. јула 1461. код Ораховице, на извору реке Уне у сукобу с хрватским баном Павлом Шпиранчићем, а затим сахрањен у Јајцу). Након његове смрти, на босанско престоље долази Стефан Томашевић (1461—1463), Томашев син из првог брака с Војачом, који наслеђује тешко стање у земљи и већ у првом месецу своје владавине признаје Катарину краљицом и мајком и она и даље са својом децом живи на краљевском двору у Краљевој Сутјесци те на Бобовцу.

## Породично стабло
| \| \| \| \| \| 2. Остоја Котроманић \| \| \| \| \| \| \| \| \| \| \| \| \| \| \| \| \| \| \| \| \| \| \| \| \| \| \| \| \| \| \| \| \| 1. Стефан Томаш Остојић Котроманић \| \| \| \| \| \| \| \| \| \| \| \| \| \| \| \| \| \| \| \| \| \| \| \| \| \| \| \| \| \| \| \| \| \| \| \| 3. Јелена Нелипчић \| \| \| \| \| \| \| \| \| \| \| \| \| \| \| \| \| \| \| \| \| \| \| \| \| |                                    |  |  |                      |  |  |  |
| |                                    |  |  | 2. Остоја Котроманић |  |  |  |
| |                                    |  |  |                      |  |  |  |
| |                                    |  |  |                      |  |  |  |
| |                                    |  |  |                      |  |  |  |
| | 1. Стефан Томаш Остојић Котроманић |  |  |                      |  |  |  |
| |                                    |  |  |                      |  |  |  |
| |                                    |  |  |                      |  |  |  |
| |                                    |  |  |                      |  |  |  |
| | 3. Јелена Нелипчић                 |  |  |                      |  |  |  |
| |                                    |  |  |                      |  |  |  |
| |                                    |  |  |                      |  |  |  |